# 松陽 (小惑星)
松陽（しょうよう、14873 Shoyo）は小惑星帯の小惑星である。兵庫県神崎郡大河内町（現在の神河町）南小田の観測所で、菅野松男と川西浩陽によって発見された。
菅野松男の母校である高砂市曽根町にある兵庫県立松陽高等学校から命名された。